# Jourdain
Jourdain – stacja linii nr 11 metra  w Paryżu. Stacja znajduje się na granicy 19. i 20. dzielnicy Paryża. Została otwarta 28 kwietnia 1935 r.